# Карлос Тімотео Грігуоль
Карлос Тімотео Грігуоль (ісп. Carlos Griguol, 4 вересня 1934 — 6 травня 2021, Буенос-Айрес) — аргентинський футболіст, що грав на позиції півзахисника за «Атланти» (Буенос-Айрес) та «Росаріо Сентраль», а також національну збірну Аргентини. По завершенні ігрової кар'єри — тренер.

## Клубна кар'єра
Народився 4 вересня 1934 року. Вихованець юнацьких команд футбольних клубів «Атлетіко» (Лас-Пальмас) та «Атланта» (Буенос-Айрес). У дорослому футболі дебютував 1957 року виступами за головну команду останнього, в якій провів дев'ять сезонів, взявши участь у 236 матчах чемпіонату.
1966 року перейшов до «Росаріо Сентраль», за який відіграв чотири сезони. Граючи у складі «Росаріо Сентраль» також здебільшого виходив на поле в основному складі команди. Завершив професійну кар'єру футболіста виступами за команду «Росаріо Сентраль» у 1969 році.

## Виступи за збірну
1959 року дебютував в офіційних матчах у складі національної збірної Аргентини. Того ж року став переможцем домашнього  чемпіонату Південної Америки. Також був учасником чемпіонату Південної Америки 1959 (Еквадор) та континентальної першості 1963 року.
Загалом протягом кар'єри у національній команді, яка тривала 5 років, провів у її формі 12 матчів.

## Кар'єра тренера
Розпочав тренерську кар'єру невдовзі по завершенні кар'єри гравця, 1971 року, очоливши тренерський штаб клубу «Росаріо Сентраль». Згодом тренував його команду у 1973–1975 роках, привівши її до перемоги у національній першості 1973 року.
Надалі працював із низкою аргентинських клубних команд, а також з мексиканським «Текос» (у 1975–1977) та іспанським «Реал Бетіс» (протягом 1999–2000 років). На чолі команди «Феррокаріль Оесте» ще двічі, у 1982 і 1984 роках ставав чемпіоном Аргентини.
Останнім місцем тренерської роботи Карлоса Грігуоля був клуб «Хімнасія і Есгріма», головним тренером команди якого він був з 2003 по 2004 рік.
Помер 6 травня 2021 року на 87-му році життя в Буенос-Айресі від ускладнень коронавірусної хвороби COVID-19.

## Титули і досягнення

### Як гравця
- Переможець чемпіонату Південної Америки: 1959 (Аргентина)
- Срібний призер Чемпіонату Південної Америки: 1959 (Еквадор)
- Бронзовий призер Чемпіонату Південної Америки: 1963

### Як тренера
- Чемпіон Аргентини (3):

«Росаріо Сентраль»: Насьйональ 1973
«Феррокаріль Оесте»: Насьйональ 1982, Насьйональ 1984